# آجي بون فاير

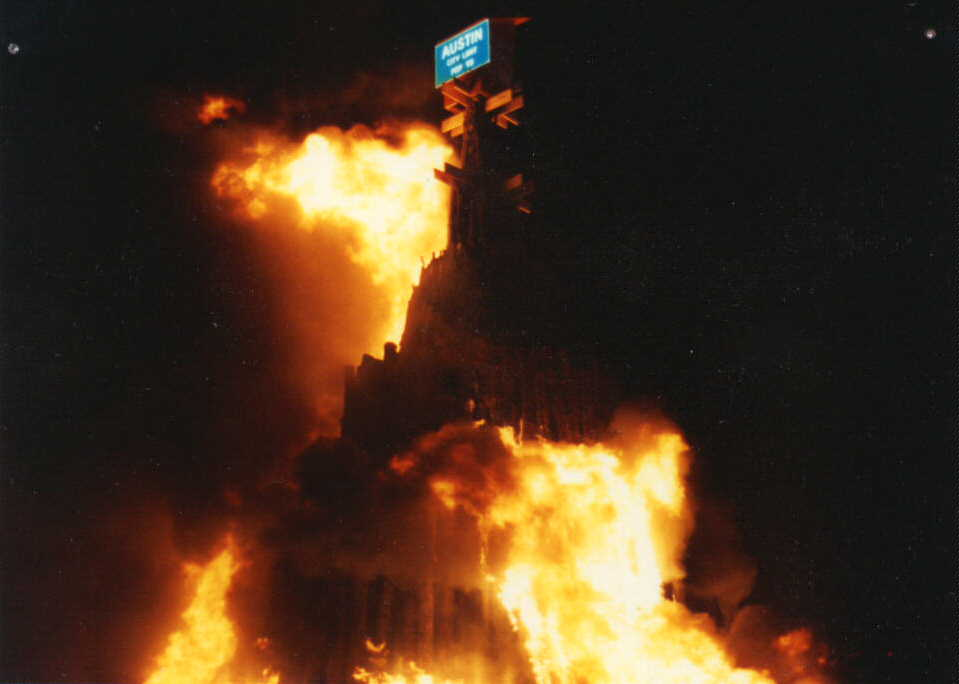
آجي بون فاير أثناء احتراقها عام 1989

كان آجي بون فاير تقليدًا سنويًا طويل الأمد في جامعة تكساس إيه آند إم كجزء من التنافس بين الكلية مع جامعة تكساس في أوستن. لمدة 90 عامًا، قام طلاب تكساس إيه آند إم - المعروفين باسم أجيس - ببناء نار في الحرم الجامعي كل خريف، والمعروف لدى مجتمع آجي ببساطة باسم "بون فاير". يرمز الحدث إلى "رغبة طلاب آجي الشديدة في التغلب على الجحيم "outta t.u"، وهو لقب مهين لجامعة تكساس.
أضاءت النيران بشكل تقليدي حول عيد الشكر بالتزامن مع الإحتفالات المحيطة بلعبة كرة القدم السنوية. كانت الحرائق المبكرة أكثر من مجرد أكوام من القمامة، لكن الحدث أصبح تدريجياً أكثر تنظيماً ونما في النهاية إلى حجم هائل، مسجلاً الرقم القياسي العالمي في عام 1969. في عام 1999، إنهار بون فاير أثناء البناء، مما أسفر عن مقتل 11 طالبًا وطالب سابق وإصابة 27 آخرين. أدى الحادث إلى إعلان شركة تكساس ايه اند ام عن توقف حفل بون فاير الرسمي. ومع ذلك، فمنذ عام 2002، قام تحالف برعاية الطلاب ببناء «طالب نار» سنويًا غير مرخص به خارج الحرم الجامعي بروح سلفه.